# Papuopsia setosa
Papuopsia setosa är en stekelart som beskrevs av Boucek 1988. Papuopsia setosa ingår i släktet Papuopsia och familjen puppglanssteklar.
Artens utbredningsområde är Papua Nya Guinea. Inga underarter finns listade i Catalogue of Life.